# Antonio «Toño» Díaz
Antonio «Toño» Díaz (Ciudad de Panamá, 27 de agosto de 1941 - Ciudad de Panamá, 22 de octubre de 2001) fue un periodista y ensayista panameño, uno de los principales folcloristas de su país junto a Manuel Zárate y Dora Pérez de Zárate.

## Biografía
Juan Antonio Díaz, más conocido como Antonio «Toño» Díaz, cursó estudios primarios en la Escuela Panamá y secundarios en el Instituto Nacional y el Instituto Istmeño donde se graduó como Bachiller en Ciencias y Letras. En la Universidad de Panamá se graduó como Licenciado en Geografía e Historia, aunque ejerció como relacionista público, publicista, locutor y periodista. Como locutor trabajó en Radio Nacional, Radio Panamericana, Ondas Istmeñas, RPC Radio, Radio Mil Cien, Radio El Mundo y KW Continente. En medios televisivos fue reportero de Telemetro Canal 13 y director encargado de su departamento de noticias en 1988.
En 1961 comenzó a trabajar en medios escritos como El Día, Crítica, La Prensa, El Expreso y Panamá América donde ejerció como Director encargado en 1969. También fue fundador del diario El Siglo en 1986 en el que fue su primer jefe de redacción y luego subdirector. Fue director de la revista Más, reportero-redactor de la Revista Blanco y Negro, director del diario Extra y jefe de redacción del semanario La Tribuna.
Ocupó varios cargos en gremios y otras corporaciones de periodistas: en el Sindicato Nacional de Periodistas de Panamá fue secretario de Defensa (1988) y de Cultura (1966), en el Colegio Nacional de Periodistas de Panamá integró el Tribunal de Honor (1989) y fue relacionista público (1995), en la Asociación panameña de Relacionistas Públicos ejerció como vicepresidente (1996) y en la Asociación de Locutores fue relacionista público (1967).
Creó y presidió la Unión Folclórica Nacional (1961 - 1970), fundó y fue secretario de relaciones públicas de la Asociación Panameña de Autores y Compositores (SPAC) (1986 - 1996) y desde 1996 hasta su fallecimiento fue director de la Comisión Nacional de Folclore del Ministerio de Educación de Panamá.
Se destacó como productor de discografía folclórica, siendo por muchos años el mayor productor de discos de música folclórica del país. Entre sus varias producciones figuran Acuarela Panameña (sello ADIZA - PADISCO 1965), Panamá y su Música (GRECHA - 1967), Vuelve el Conjunto de Tonosí (Discolandia - 1968), Con todos los golpes típicos (Tamayo Records - 1970), Conjunto Folclórico de Azuero (Tamayo - 1972), Fiesta Panameña (CODISCOS 1974), Fiesta Panameña II (CODISCOS 1976), Así es nuestro Panamá. En total fueron ocho discos de larga duración y veinte en 45 r. p. m.
También creó y dirigió varios conjuntos folclóricos de gran reconocimiento como el del Valle de Tonosí (1966-1971), de Pesé (1973 - 1974), Conjunto Folclórico de Azuero (1974 - 1976), Conjunto Folclórico de la Reforma Agraria (1973), Conjunto Folclórico del Ministerio de Desarrollo Agropecuario MIDA (1975 - 1977) y el Conjunto Folclórico del Hipódromo Presidente Remón (1978 - 1985).
En el Ministerio de Desarrollo Agropecuario fue elegido Director Nacional de Ferias en 1973. En dicho cargo ejerció como jefe de relaciones públicas de varias ferias, festivales y otras celebraciones nacionales y regionales.
Mediante su trabajo como investigador del folclore de su país rescató y difundió varias costumbres y tradiciones de su país. Difundió sus investigaciones y su amor por su tierra y la vida campesina en libros como Acuarelas Panameñas (1973), La flor de la Mejorana (1989), Cantares de mi tierra (1974), entre otros.
También fue autor y compositor de Décimas,de la cual escribió el libro Cantares de mi Tierra.   Desarrolló cumbias entre las que podemos remarcar: Malditos Celos y Sangre Latina interpretada por Ceferino y Esthercita Nieto además de temas de cortes folclóricos tales como: La costeña o Bucareña, el Punto A Climaco Bastista (Flor del Espíritu Santo), Venimos de Panamá (La Cumbia Montañera), El gancho de Tonosí, Rosa de Tonosí, entre muchas tantas las cuales hoy se siguen bailando en la mayoría de conjuntos de proyección folclórica de Panamá